# Klavdia (cântăreață)
Klavdia Papadopolou (în greacă Κλαυδία Παπαδοπούλου; n. 18 august 2002, Aspropyrgos, Administrația descentralizată a Atticii⁠(d), Grecia), cunoscută ca și Klavdia, este o cântăreață greacă.

## Biografie
Klavdia Papadopoulou s-a născut pe 18 august 2002 în Aspropyrgos. Ea este de origine pontică.

## Carieră
Klavdia s-a făcut remarcată în 2017, la vârsta de 15 ani, când a participat la cea de-a cincea audiție a sezonului Greece's Got Talent⁠(d), interpretând piesa Billie Jean a lui Michael Jackson. În 2018, ea a participat la cel de-al cincilea sezon al emisiunii The Voice of Greece pe Skai TV. În timpul audițiilor, ea a interpretat melodia Roxanne de la The Police, câștigând aprobarea tuturor celor patru jurați și devenind parte a echipei lui Elena Paparizou. Ea și-a continuat călătoria până în etapa finală a programului, dar nu a reușit să se califice pentru ultimii trei. She continued her journey until the final stage of the program, but failed to qualify for the final three.
La scurt timp după experiența sa la emisiunea de talente, Klavdia a semnat un contract discografic cu casa de discuri grecească Arcade Music și Panik Records, cu care a lansat primele sale single-uri scrise de Arcade, inclusiv Haramanta, certificată dublu platină de IFPI Grecia pentru 40.000 de unități, și Vasanizomai. La sfârșitul anului 2022, ea a aplicat pentru a reprezenta Grecia la Concursul Eurovision 2023. În ciuda faptului că a fost selectată printre finaliști, radiodifuzorul public al Greciei a sfârșit prin a-l alege pe Victor Vernicos ca reprezentant național la Liverpool. În 2024, ea a lansat EP-ul său de debut autointitulat Klavdia.

### Eurovision
La 10 ianuarie 2025, radiodifuzorul grec ERT a anunțat-o pe Klavdia ca fiind unul dintre participanții la Ethnikos Telikos, noua selecție pentru desemnarea reprezentantului Greciei la Concursul Muzical Eurovision 2025, cu piesa Asteromata. La selecția națională, care a avut loc pe 30 ianuarie la Teatrul de Crăciun din Galatsi, Klavdia a fost a cincea concurentă din 12. Datorită prestației sale, ea a câștigat primul loc în votul general al juriilor internaționale și al televotingului, triumfând astfel în concursul de canto și câștigând onoarea de a reprezenta Grecia pe scena Eurovision de la Basel.

## Discografie

### Albume
| Titlu   | Detalii                                                                                                   |
| ------- | --- |
| Klavdia | - Released: 16 February 2024 - Label: Arcade Music / Panik Records - Formats: Digital download, streaming |

### Single-uri

#### Solo
| "Lonely Heart"                                                                    | 2022 |    |                         |         |
| "Edo gyrnao"                                                                      | 2022 |    |                         |         |
| "Haramata"                                                                        | 2023 | 37 | - IFPI GRE: 3× Platinum | Klavdia |
| "Holy Water"                                                                      |      |    |                         |         |
| "Vasanizomai"                                                                     | 2024 | —  |                         | Klavdia |
| "Movin' Too Fast" (with Playmen)                                                  | 2024 | —  |                         |         |
| "Nyxta mou megali" (with Oge and Arcade)                                          | 2024 | 46 | - IFPI GRE: Gold        |         |
| "Asteromata"                                                                      | 2025 | 3  | - IFPI GRE: Platinum    |         |
| "—" denotes a recording that did not chart or was not released in that territory. |      |    |                         |         |

#### Colaborări
| Titlu                                                              | An   | Albume (EP) |
| ------------------------------------------------------------------ | ---- | ----------- |
| "Se alli agkalia (Menak wla meni)" (Natasha Kay featuring Klavdia) | 2021 |             |
| "Fire in the Sky" (Valeron featuring Klavdia)                      | 2023 |             |
| "Touch Me" (Playmen and Valeron featuring Klavdia)                 | 2024 |             |